# Hurst, Kent
Hurst var en civil parish fram till 1934 då den blev en del av Aldington och Burmarsh, i grevskapet Kent, i England. Civil parish var belägen 10 km från Ashford och hade 35 invånare år 1931.